# الدين في أوغندا
الدين في أوغندا، المسيحية هي الديانة الأكثر شيوعاً في دولة أوغندا في شرق إفريقيا، وفقًا لتقدير تعداد عام 2014، فإن 84% من السكان مسيحيين، وحوالي 14% من السكان يعتنقون الإسلام.

## التاريخ
الإسلام ثاني أكبر أقلية دينية، والأنجليكانية والكاثوليكية هي الطوائف المسيحية الرئيسية في البلاد
ينتشر الروم الكاثوليك في مناطق شمال وغرب النيل، وينتشر المسلمين في منطقة إيجانجا في شرق أوغندا حيث يتواجد أعلى نسبة من المسلمين. ويعود تاريخ الديانة الإسلامية إلى عشرينيات القرن التاسع عشر حيث وصلت عن طريق التجار.

## سياسة الحكومة
ينص الدستور في أوغندا على حرية الدين لجميع أفراد المجتمع ويكفل القانون ذلك الحقوق.

## المسيحية

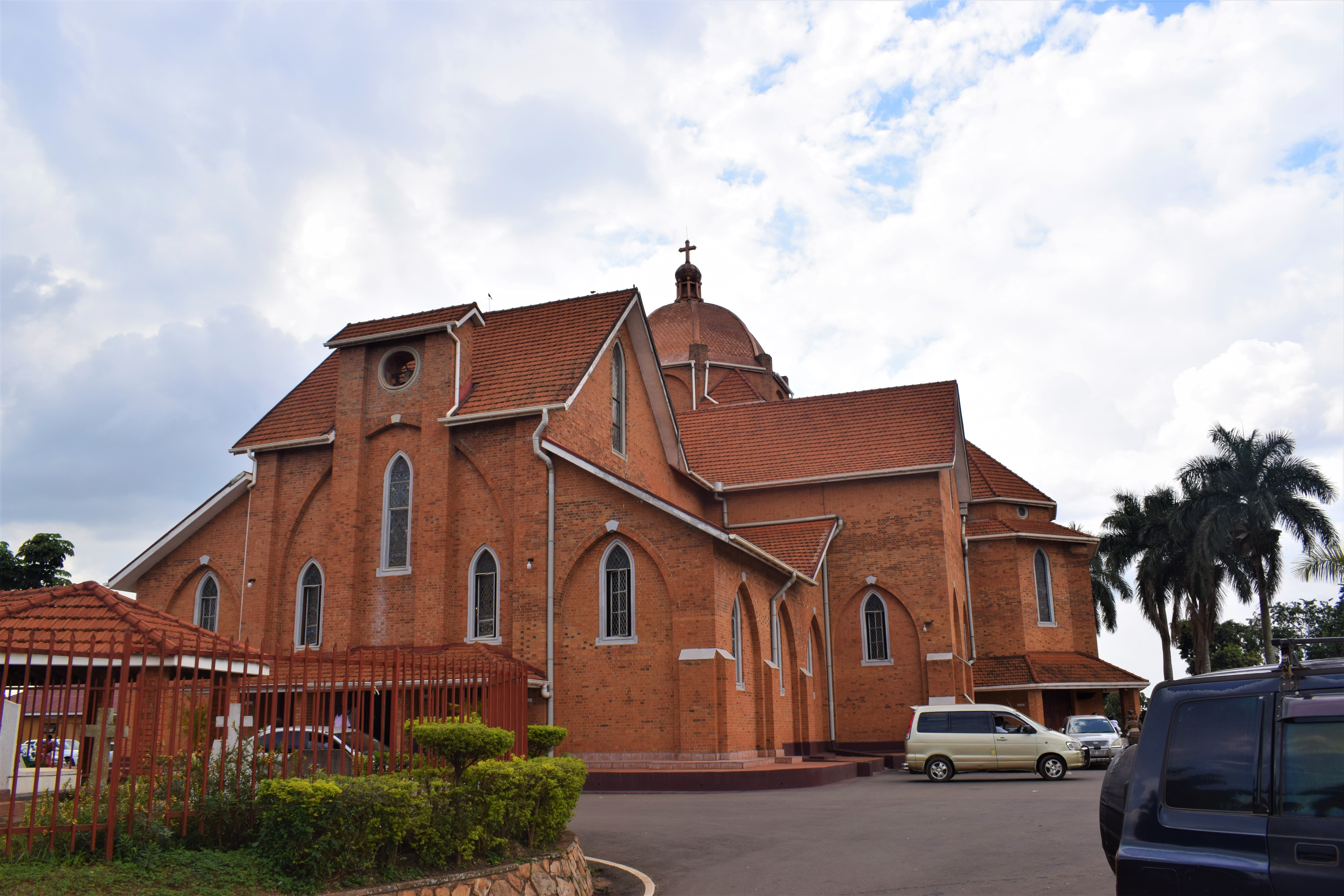
كنيسة في العاصمة كمبالا

وفقاً للتعداد الوطني لعام 2014، يشكل المسيحيون من جميع الطوائف 85 في المئة من سكان أوغندا، يقدر أتباع الكنيسة الرومانية الكاثوليكية 39.3 بالمائة من إجمالي السكان. والبروتستانتية بنسبة 32 بالمائة. وشكلت فئة الإنجيليين نسبة 11.1٪ من السكان، بينما شكل السبتيون 1.7٪، والمعمدانيون 0.3٪ والأرثوذكس الشرقيون 0.1٪.

## الإسلام

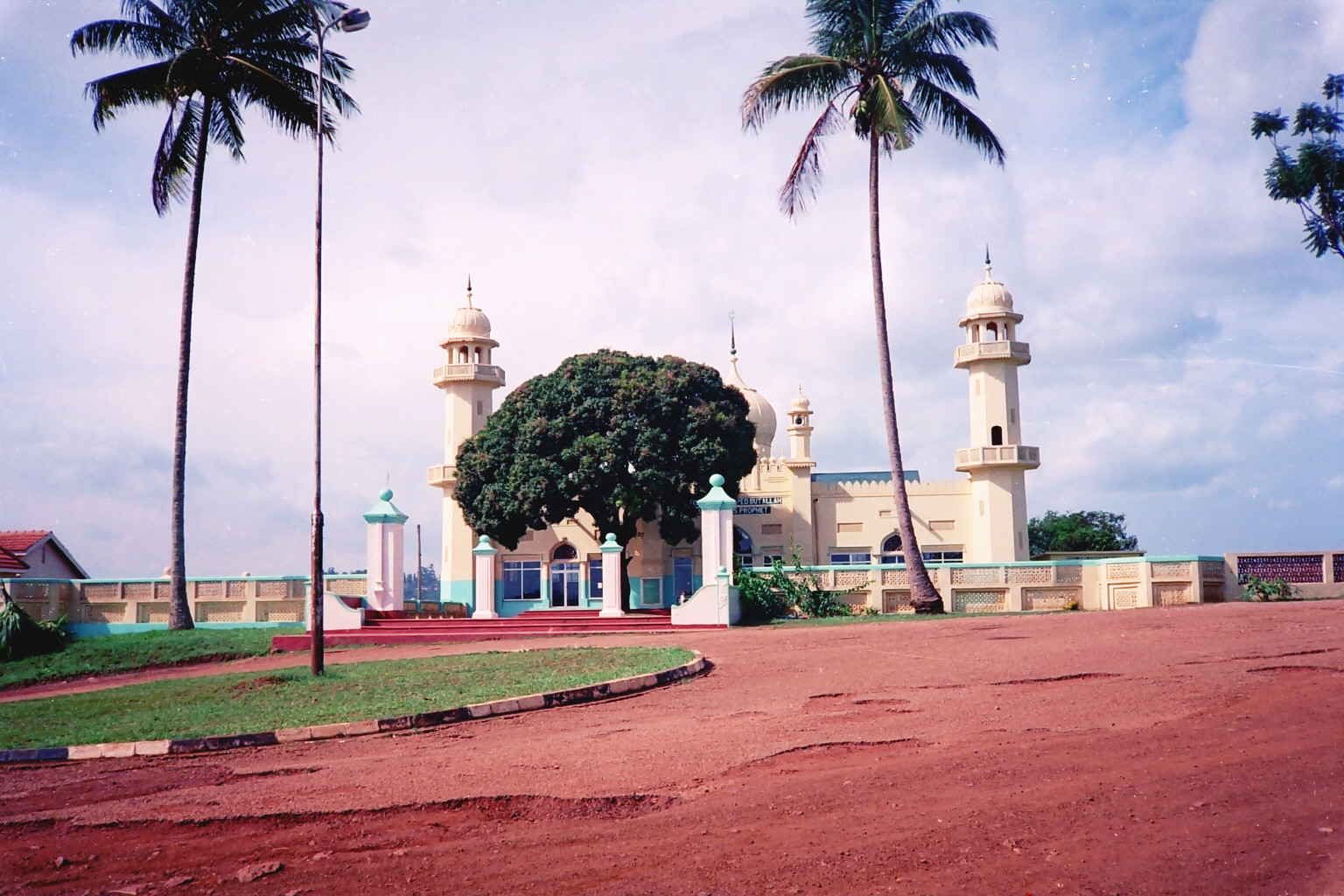
مسجد في أوغندا

يعتبر الدين الإسلامي ثاني الديانات في أوغندا، وفقاً للتعداد الوطني لعام 2014، فإن 14% من الأوغنديين يعتنقون الإسلام، غالبيتهم من أهل السنة والجماعة، مع وجود أقلية صغيرة من المسلمين الشيعة والأحمديين في البلاد في تقديرات عام 2012.

## اليهودية
يوجد مجتمع صغير من اليهود الأوغنديين يسمى أبايودايا، ويبلغ عددهم حوالي 2000-3000.

## معتقدات السكان الأصليين
يتبع حوالي 1 بالمائة من سكان أوغندا الديانات التقليدية الإفريقية.

## حرية الأديان
حظيت أوغندا باهتمام وسائل الإعلام لجهود الحوار بين الأديان في مبالي، والتعاون بين مزارعي القهوة المسلمين واليهود والمسيحيين. يستخدم أعضاء التعاونية الموسيقى لنشر رسالة السلام الخاصة بهم.

## الهندوسية
في عام 2020، أظهرت أرقام ARDA أن الهندوس يشكلون 0.8٪ من مجموع السكان في أوغندا.

## البهائية
بدأت البهائية في أوغندا بالظهور في عام 1951 وفي غضون أربع سنوات كان هناك 500 بهائي في 80 منطقة بالبلاد، وازداد عددهم اليوم، يوجد في ضواحي كمبالا في أوغندا معبد ويعرف باسم المعبد الأم لإفريقيا، ويعد أحد دور العبادة البهائية العشرة في العالم.

## البوذية[9]
تتواجد البوذية في أوغندا ولهم مراكز منها: المركز البوذي الأوغندي، تأسس عام 2005.

## بلا دين (بدون)
يوجد  أقلية في أوغندا لا ينتمون إلى أي دين، يقدر عددهم فقط 0.2 في المئة من مجموع  السكان الأوغنديين.